# Aleksandar Sedlar
Aleksandar Sedlar (Novi Sad, Voivodina, 13 de diciembre de 1991) es un futbolista serbio que juega de defensa en el Tractor S. C. de la Iran Pro League. Es internacional con la selección de fútbol de Serbia.

## Trayectoria
Es un defensa formado en Borac Novi Sad	y Veternik, antes de llegar en 2012 al F. K. Metalac Gornji Milanovac en el que jugaría una cifra de 99 partidos durante varias temporadas en la liga serbia, antes de emigrar a Polonia.
En 2016 firmó con el Piast Gliwice en el que jugó 88 partidos durante 3 temporadas. Ganó en la 2018-19 la liga polaca, siendo elegido mejor central del campeonato.
En agosto de 2019 firmó por el R. C. D. Mallorca para reforzar al conjunto balear en su regreso a la Primera División, firmando por cuatro temporadas. Tras cumplir tres de ellas acordó con el club la rescisión de su contrato. Entonces, el 5 de julio de 2022, se fue al Deportivo Alavés para jugar con el conjunto vitoriano los siguientes dos años.
Al finalizar la temporada 2024-25 dio por terminada su etapa en Vitoria y se marchó al Tractor S. C. iraní.

## Selección nacional
Es internacional con la selección de fútbol de Serbia en la que debutó el 25 de mayo de 2016 en un encuentro frente a Chipre.

## Palmarés

### Títulos nacionales
| Título      | Club          | País    | Año  |
| ----------- | ------------- | ------- | ---- |
| Ekstraklasa | Piast Gliwice | Polonia | 2019 |